# Thomas Murner
Thomas Murner (Oberehnheim, 24 de dezembro de 1475 — c. 23 de agosto de 1537) foi um humanista, teólogo católico, poeta e controversista alemão. Lutou pela reforma da Igreja Católica e atacou o Luteranismo.

## Vida
Nasceu em Oberehnheim, perto de Estrasburgo, na véspera de Natal de 1475. Em 1490, entrou com 16 anos para a ordem franciscana, e em 1495 começou a viajar, e depois a ensinar e estudar em Freiburg-im-Breisgau, onde recebeu o diploma de Bacharel em Teologia em 1500 e doutor em Teologia (doctor theologiæ) em 1506; depois Paris, em seguida Cracóvia onde estudou filosofia e matemática; e Estrasburgo.  O imperador Maximiliano I o condecorou com o título de poeta laureatus em 1505. Em 1513 foi nomeado diretor do mosteiro franciscano em Estrasburgo, cargo que ele teve de renunciar no ano seguinte devido a publicação de um livro polêmico.  Mais tarde, em 1518, começou a estudar jurisprudência na Universidade de Basileia, e em 1519 recebeu o diploma de Doutor em Direito (doctor juris).
No verão de 1523, à convite de Henrique VIII, foi para a Inglaterra, onde os seus escritos haviam chamado a atenção de Thomas More.  John Headley atribui a Murner o conhecimento de Thomas More sobre a natureza radical da eclesiologia de Lutero.  Henrique VIII tinha certeza de que Murner representava uma importante influência ortodoxa em Estrasburgo e ofereceu-lhe 100 libras e uma carta para os magistrados da cidade.
Depois desta residência, e uma viagem para a Itália, ele estabeleceu-se novamente em Estrasburgo, porém, incomodado com a Reforma protestante, foi para o exílio em Lucerna, na Suíça, em 1526.  Em 1533, foi nomeado sacerdote em Oberehnheim,  onde morreu em 1537, ou segundo alguns relatos, em 1536.
Murner era de um caráter apaixonado e enérgico, mas fazia inimigos por onde quer que fosse.  Suas sátiras estão carregadas de agressividade, as quais eram dirigidas contra a corrupção da sua época, a Reforma, e especialmente contra Martinho Lutero.  Sua sátira mais poderosa - e que se tornou a sátira alemã mais virulenta da sua época - foi Von dem grossen Lutherischen Narren wie ihn Doctor Murner beschworen hat (Do grande tolo luterano quando ele convidou o Doutor Murner).  Dentre outras podemos incluir Die Narrenbeschwörung (A Invocação dos tolos, 1512); Die Schelmenzunft (A Sociedade dos Malandros, 1512); Die Gäuchmatt (Basileia, 1519), que trata dos tolos apaixonados, e uma tradução da Eneida de Virgílio (1515) dedicada ao imperador Maximiliano I.  Murner também escreveu obras humorísticas tais como Chartiludium logicae (A Lógica do jogo de cartas, 1507) e Ludus studentum Friburgensium (Os jogos dos estudantes de Freiburg, 1511), além de uma tradução das Institutiones (Instituições, 1519) de Justiniano.
As obras satíricas de Murner foram inspiradas nas obras do pregador de Estrasburgo Johann Geiler von Kaysersberg (1445-1510) e de Sébastien Brant (1457-1521).
As sátiras de Murner foram editadas em 1840 por Johan Scheible (1809-1866).

## Obras
Lista detalhada extraída da obra de Friedrich Eckel: Der Fremdwortschatz Thomas Murners (Acervo de Palavras Estrangeiras de Thomas Murner).  Uma contribuição para a Etimologia do início do século XVI, incluindo uma completa Bibliografia de Murner.  Göppingen 1978  

### Escritos prerreformistas
- Invectiva contra Astrologos, Estrasburgo 1499
- Germania Nova, Estrasburgo 1502
- Chartiludium logicae, Cracóvia 1507
- Logica memorativa, Estrasburgo 1509
- De quattuor heresiarchis, Estrasburgo 1509
  - Von den vier ketzeren, Estrasburgo 1509
- Ludus studentum Friburgensium, Frankfurt 1511
- Arma patientie contra omnes seculi adversitates, Frankfurt 1511
- Benedicite iudeorum, Frankfurt 1512
  - Der iuden Benedicite, Frankfurt 1512
- Narren bschwerung, Estrasburgo 1512
- Schelmenzunfft, Frankfurt 1512
- Ein andechtig geistliche Badenfart, Estrasburgo 1514
- Die Mülle von Schwyndelszheym vnd Gredt Müllerin Jarzit, Estrasburgo 1515
- Die geuchmat, Basileia 1519

### Obras contra Lutero
- Ein christliche und briederliche ermahnung, Estrasburgo 1520
- Von Doctor Martinus luters leren vnd predigen, Estrasburgo 1520
- Von dem babstenthum, Straßburg 1520
- An den Groszmechtigsten vnd Durchlüchtigsten adel tütscher nation, Estrasburgo 1520
- Wie doctor M. Luter usz falschen vrsachen bewegt Dz geistlich recht verbrennet hat, Estrasburgo 1521
- Ain new lied von dem vndergang des Christlichen glaubens, Estrasburgo 1522
- Ob der Künig usz engelland ein lügner sey oder der Luther, Estrasburgo 1522
- Von dem großen Lutherischen Narren, Estrasburgo 1522

### Obras publicadas em Lucerna
- Murneri responsio libello cuidam, 1526
- Ein worhafftigs verantworten, 1527 Digitalisat
- Der Lvtherischen evangelischen Kirchendieb und Ketzerkalender, 1527
- Die disputation vor den xij orten einer loblichen eidtgnoschafft, 1527 Digitalisat
  - Causa Helvetica orthodoxae fidei, 1528 Digitalisat
- Hie würt angezeigt dz vnchristlich frevel, 1528
- Die gots heylige meß von gott allein erstifft, 1528 Digitalisat
- Des alten christlichen beeren Testament, 1528
- Von des jungen Beeren zenvve im mundt, 1529

### Obras jurídicas
- Utriusque iuris tituli et regule, Basileia 1518
- Instituten ein warer ursprung unnd fundament des Keyserlichen rechtens, Basileia 1519
- Der keiserlichen stat rechten ein ingang vnd wares fundament, Estrasburgo 1521

### Traduções
- Vergilij maronis dryzehen Aeneadischen Bücher, Estrasburgo 1515
- Ulrichen von hutten ... von der wunderbarlichen artzney des holtz Guaiacum genant, Estrasburgo 1519
- Von der Babylonischen gefengknuß der Kirchen Doctor Martin Luthers, Estrasburgo  1520
- Marcii Antonii Sabellici History von anbeschaffener Welt, 1534/1535 (3 dos 10 manuscritos foram preservados)

### Obras revisadas
- Franz Schultz (Hg.): Thomas Murner. Deutsche Schriften mit den Holzschnitten der Erstdrucke. (9 Volumes) Berlin Leipzig 1918-1931.
  - Von den fier ketzeren editada por Eduard Fuchs (1870-1940)[3]
  - Badenfahrt editada por  Victor Michels
  - Narrenbeschwörung editada por  Meier Spanier (1864-1942) [4]
  - Die Schelmenzunft editada por  Meier Spanier
  - Die Mühle von Schwindelsheim und Gredt Müllerin Jahrzeit editada por Gustav Bebermeyer (1890-1975) [5]
  - Die Geuchmat editada por  Eduard Fuchs
  - Kleine Schriften: Prosaschriften gegen die Reformation (3 Volumes) editada por Wolfgang Pfeiffer-Belli
  - Von dem grossen Lutherischen Narren hrsg. von Paul Merker
- Wolfgang Pfeiffer-Belli (Hg.): Thomas Murner im Schweizer Glaubenskampf. Münster in Westfalen 1939.
- Hedwig Heger (Hg.): Marcii Antonii Sabellici Hystory von anbeschaffener Welt. Tradução das Eneidas de Marcus Antonius Sabellicus. (4 Volumes) Karlsruhe 1987. ISBN 3-7617-0251-5
- Adolf Laube (Hg.): Flugschriften gegen die Reformation (1518-1524) . Berlin 1997. ISBN 9783050028156
- Adolf Laube (Hg.): Flugschriften gegen die Reformation (1525 - 1530) . Berlin 2000. ISBN 9783050033129